# K-League de 1993
A Korean Super League 1993 foi a 11º edição da principal divisão de futebol na Coreia do Sul, a K-League. A liga começou em março e terminou em novembro de 1993.
Seis times participaram da liga: Yukong Elephants, Daewoo Royals, POSCO Atoms, LG Cheetahs, Hyundai Horang-i e Ilhwa Chunma Football Club.
O Ilhwa Chunma Football Club foi o campeão pela primeira vez.

## Classificação final
| Pos | Time             | Pts | JG | V  | Vpen | Dpen | D  | GM | GS | SG  | Notas   |
| --- | ---------------- | --- | -- | -- | ---- | ---- | -- | -- | -- | --- | ------- |
| 1.  | Ilhwa Chunma     | 68  | 30 | 13 | 5    | 6    | 6  | 35 | 23 | +12 | Campeão |
| 2.  | LG Cheetahs      | 59  | 30 | 10 | 8    | 3    | 9  | 28 | 29 | -1  |         |
| 3.  | Hyundai Horang-i | 56  | 30 | 10 | 6    | 4    | 10 | 22 | 22 | 0   |         |
| 4.  | POSCO Atoms      | 52  | 30 | 8  | 6    | 8    | 8  | 34 | 29 | +5  |         |
| 5.  | Yukong Elephants | 48  | 30 | 7  | 7    | 6    | 10 | 25 | 31 | -6  |         |
| 6.  | Daewoo Royals    | 40  | 30 | 5  | 5    | 10   | 10 | 22 | 32 | -10 |         |